# NGC 1134
NGC 1134 је спирална галаксија у сазвежђу Ован која се налази на NGC листи објеката дубоког неба.
Деклинација објекта је + 13° 0' 53" а ректасцензија 2h 53m 41,1s. Привидна величина (магнитуда) објекта NGC 1134 износи 12,3 а фотографска магнитуда 13,1. Налази се на удаљености од 39,3000 милиона парсека од Сунца. NGC 1134 је још познат и под ознакама UGC 2365, MCG 2-8-27, CGCG 440-27, ARP 200, IRAS 02509+1248, PGC 10928.